# Ciboure
Ciboure (baskisch: Ziburu) ist eine Gemeinde im Département Pyrénées-Atlantiques in der Region Nouvelle-Aquitaine, Frankreich. Sie liegt gegenüber dem Hafen von Saint-Jean-de-Luz, an der Einmündung des Flusses Nivelle.
Ciboure hat 5957 Einwohner (Stand 1. Januar 2022). In Ciboure gibt es zahlreiche Bauten im baskischen Lapurdi-Stil. Die Kirche St. Vincent aus dem 16. Jahrhundert hat einen oktogonalen Turm, baskische Fresken und einen baskischen Altar.

## Sehenswürdigkeiten

Kirche Saint-Vincent

- Kirche Saint-Vincent

## Persönlichkeiten
- Philippe Bergeroo (* 1954), Fußballtorwart und -trainer
- Martin de Hoyarsabal († 1586 oder kurz davor), französischer Seefahrer
- Maurice Ravel (1875–1937), Komponist

## Gemeindepartnerschaft
Mit der spanischen Gemeinde Corera in der Region La Rioja besteht eine Partnerschaft.